# Cerera (patuljasti planet)
Cerera (lat. Cerēs), službene oznake 1 Ceres i simbol , je patuljasti planet, najveći asteroid asteroidnog pojasa, te ujedno prvi otkriveni asteroid. Otkrio ga je Talijan Giuseppe Piazzi u prvoj noći 19. stoljeća - 1. siječnja 1801.

## Porijeklo imena
Cerera je prvotno bio nazvan Ceres Ferdinandea, prema božici poljodjelstva iz rimske mitologije, te Ferdinandu III. od Sicilije. Kralj Ferdinand se u to vrijeme skrivao u Palermu, nakon francuske okupacije Napulja. Ime "Ferdinandea" nije bilo prihvatljivo ostatku svijeta, pa je ime svedeno na Cerera. Nijemci su tijelo neko vrijeme zvali Hera.
Po uzoru na stara češka imena planeta, kajkavci su jedno vrijeme upotrebljavali ime Živka (Sivka po starom kajkavskom pravopisu).

## Otkriće
Talijanski astronom Giuseppe Piazzi je 1. siječnja 1801. Cereru otkrio sasvim slučajno, dok je tražio zvijezdu Mayer 87. Piazzi zvijezdu nije uspio pronaći (kasnije se ispostavilo da je katalog s kojim je tada radio imao grešku), no zato je u blizini pronašao točkasti objekt koji je polako klizio nebom. Isprva je pomislio da je pronašao novi komet.
Piazzi je nakon otkrića pratio Cereru do 11. veljače 1801., kada je morao stati s radom zbog bolesti. Kako nikome nije rekao za svoje otkriće, Cerera je tijekom konjunkcije (prolaska iza Sunca) izgubljen. Da bi ponovno pronašli tijelo, matematičar Carl Friedrich Gauss je razvio metodu izračuna orbite iz 3 promatranja, što je bilo dovoljno da ga barun Franz Xaver von Zach i Heinrich W. M. Olbers kasnije ponovno pronađu. 
Johann Elert Bode je vjerovao da je Cerera "planet koji nedostaje" između Marsa i Jupitera u njegovom modelu Sunčevog sustava. No, Cerera se pokazao manjim od očekivanja, premalim da bi mu se vidio disk u tadašnjim najboljim teleskopima, pa je William Herschel skovao naziv asteroid (zvjezdolik) za ovu novu klasu objekata.

## Orbita i dimenzije
Cerera je najveći poznati asteroid u asteroidnom pojasu između Marsa i Jupitera, no nije i najveći u Sunčevom sustavu, jer su u Kuiperovom pojasu otkrivena mnoga tijela veća od Cerere, uključujući 28978 Iksion, 50000 Quaoar, 90482 Ork, nedavno otkriveni 136199 Eris, te 90377 Sedna.
Cerera je jedini asteroid u asteroidnom pojasu koji je dovoljno velik da ga vlastita gravitacija dovede u približno sferni oblik. To je i jedan od razloga zašto se po modernoj klasifikaciji planeta smatra patuljastim planetom.
Drugi veliki asteroidi asteroidnog pojasa, kao npr 3 Juno i 4 Vesta su izrazito asferični.
Masa Cerere je 9.45±0.04 x 1020 kg, što je još uvijek samo 4% mase Mjeseca.
Cerera je ujedno i glavni asteroid u asteroidnoj obitelji Ceres. Na Cereri postoje neka zanimljiva obilježja, kao npr. planina Ahuna Mons, te krater Occator.

## Istraživanje
Okultacija jedne zvijezde Cererom 13. studenog 1984., promatrana je iz Meksika, Floride i s Kariba.
Svemirski teleskop Hubble (HST) snimio je Cereru 2001. godine. Iako su fotografije relativno niske rezolucije, pokazale su da je tijelo sfernog oblika. Na fotografiji se mogla razlučiti i tamna mrlja, za koju se pretpostavljalo da je krater, kasnije nazvan Piazzi.
Cerera je tijekom 2004. promatran i teleskopom Keck. Uz pomoć adaptivne optike, postignuta je rezolucija od 50 km/px, čime su nadmašeni rezultati HST-a. Na ovim se slikama razlučuju dva velika tamna područja, za koje se smatralo da su udarni krateri. Veća mrlja imala je nešto svjetlije središte. Krater Piazzi nije bio vidljiv na slikama Keck-a.
NASA je u rujnu 2007. prema Cereri i Vesti lansirala automatsku sondu Dawn. Nakon što je sonda prvi dio misije provela u orbiti oko Veste, kasnije se uputila prema Cereri. Tamo je došla 6. ožujka 2015., i započela svoju trogodišnju misiju. Otamo je poslala mnoštvo podataka i prve detaljne fotografije površine. Nakon tri godine orbitiranja, sondi se 1. studenoga 2018. istrošilo gorivo, pa sad nekontrolirano orbitira oko Cerere, bez kontakta koji je isti dan izgubljen.

## Zanimljivosti
Kemijski element cerij (atomski broj 58), kojeg su 1803. neovisno otkrili Jöns Jakob Berzelius i Martin Heinrich Klaproth, nazvan je po Cereri.